# Postel (Mol)
Pour les articles homonymes, voir Postel.
Postel est un hameau de la commune de Mol, dans la province d'Anvers en Belgique. Au 31 décembre 2008, Postel compte 208 habitants pour une superficie totale de 44,43 km².

## Géographie
Postel est situé dans l'extrême nord de la commune, proche de la frontière néerlandaise, plus proche de Reusel (Pays-Bas) que de Mol. Postel a toujours connu une situation isolée, au milieu des forêts et des landes de la Campine belge.

## Abbaye
Postel est surtout connu pour sa célèbre abbaye.

## Personnalités
Postel a vu naître Charles de Broqueville, premier ministre belge.